# دير سراس
دير سراس هي إحدى القرى المحتلة والمدمرة التابعة لمحافظة القنيطرة في هضبة الجولان بجنوب غرب سوريا.
تتبع ناحية قرية مركز ومنطقة القنيطرة، محافظة القنيطرة (599ن-460م). تقع على الحافة الغربية لهضبة الجولان، عند بداية جليبينة في منطقة حراجية، على بعد 20 كم إلى الجنوب الغربي من مدينة القنيطرة. سكانها في الأصل من البدو، انضم إليها بعض اللاجئين الفلسطينيين إثر نكبة عام 1948 م. يعمل سكانها بزراعة الحبوب والبقول بعلاً، وبزراعة الخضار ريّاً، إلى جانب تربية الأغنام والأبقار، يشرب أهلها من مياه الينابيع، في غرب القرية، تتبعها مزرعتا عوينات شمالية وعوينات جنوبية.